# Bassaricyon neblina
Olinguito
Espèce
Bassaricyon neblina, communément appelé l’Olinguito, mot signifiant en espagnol « petit olingo », est une espèce de mammifères du genre Bassaricyon et de la famille des Procyonidés. Découvert en 2013, il vit dans le nord des Andes.

## Description

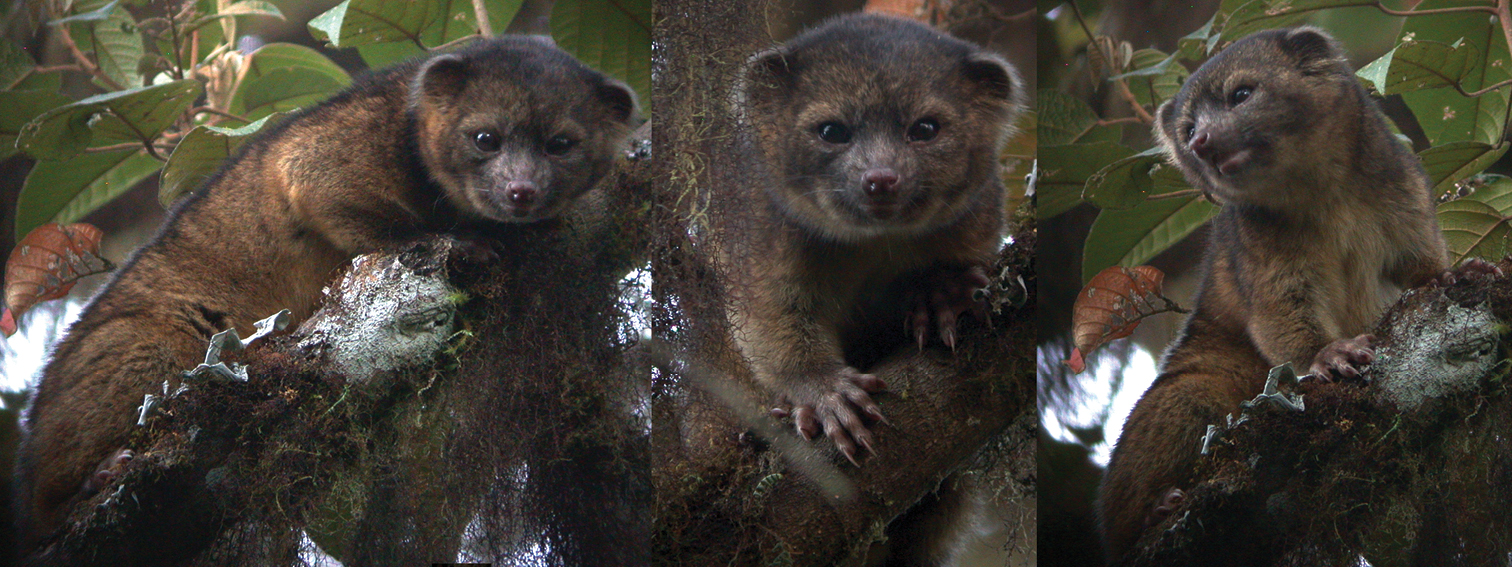
Bassaricyon neblina.

Comme tous les Procyonidés, l'Olinguito est omnivore. Il se nourrit principalement de fruits, mais aussi parfois d'insectes et de nectar. Il demeure la plupart du temps dans les arbres et s'active surtout la nuit.
Il n'a qu'un petit à la fois. Mâles et femelles sont de la même taille. Les dix-neuf olinguitos étudiés mesurent de 660 à 820 mm de long.

## Distribution

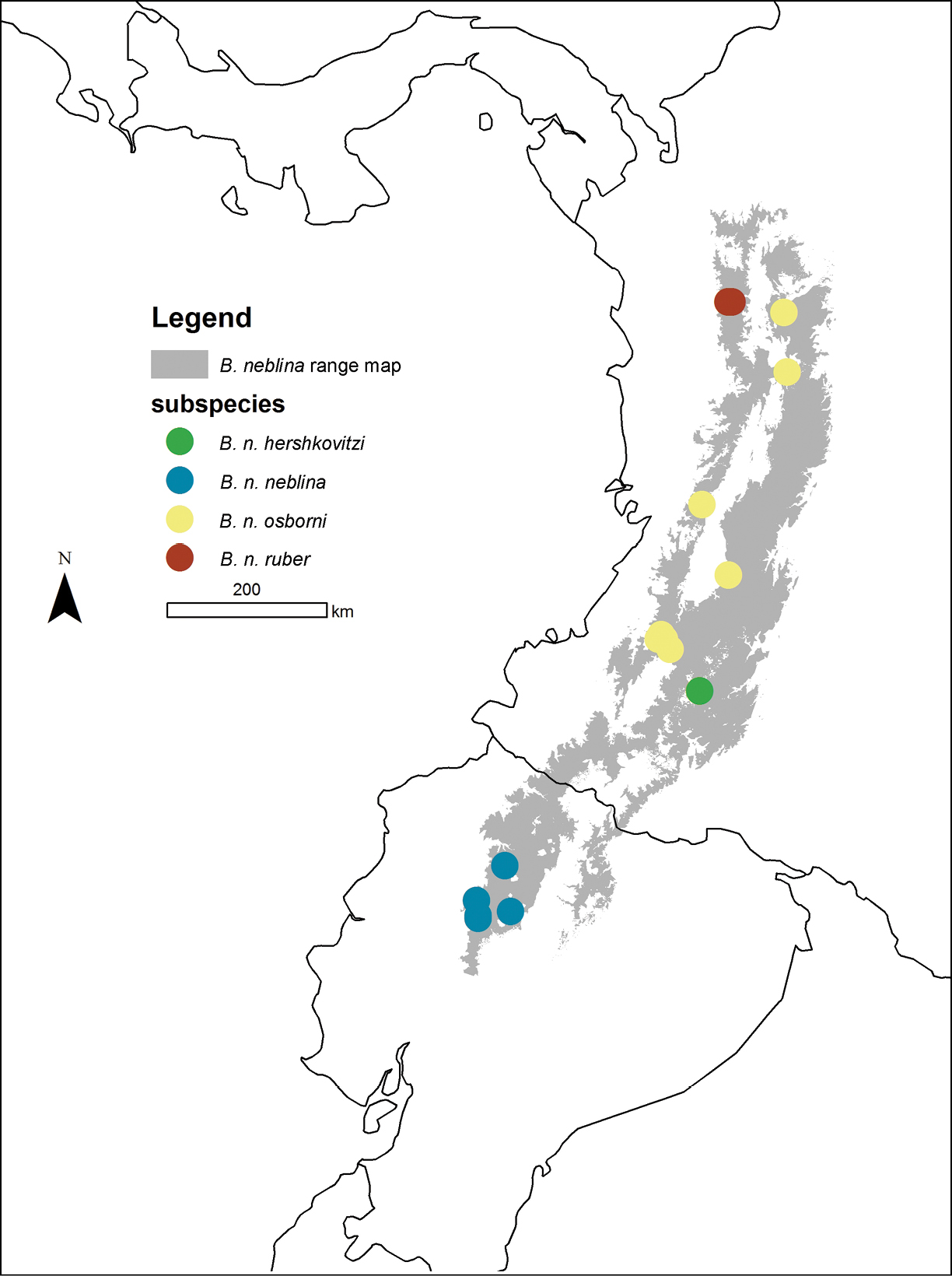
Distribution : zone grisée.

Cette espèce se rencontre en Équateur et en Colombie, entre 1 500 et 2 750 mètres d'altitude dans le nord de la cordillère des Andes.

## Liste des sous-espèces
- Bassaricyon neblina neblina Helgen, Pinto, Kays, Helgen, Tsuchiya, Quinn, Wilson & Maldonado, 2013
- Bassaricyon neblina osborni Helgen, Pinto, Kays, Helgen, Tsuchiya, Quinn, Wilson & Maldonado, 2013
- Bassaricyon neblina hershkovitzi Helgen, Pinto, Kays, Helgen, Tsuchiya, Quinn, Wilson & Maldonado, 2013
- Bassaricyon neblina ruber Helgen, Pinto, Kays, Helgen, Tsuchiya, Quinn, Wilson & Maldonado, 2013

## Découverte
Le National Museum of Natural History a annoncé sa découverte le 15 août 2013. Bassaricyon neblina est distinct des autres olingos et du Kinkajou. Kristofer Helgen, le conservateur du musée, rappelle que des spécimens empaillés de cette espèce étaient conservés depuis un siècle dans son musée, des tests ADN ayant permis de le distinguer des autres olingos et du kinkajou à face pâle, ce qui a amené les zoologistes à le rechercher dans la cordillère des Andes.
C'est le premier mammifère découvert en Amérique depuis 35 ans .

### Publication originale
- Helgen, Pinto, Kays, Helgen, Tsuchiya, Quinn, Wilson, Maldonado, 2013 : « Taxonomic revision of the olingos (Bassaricyon), with description of a new species, the Olinguito ». ZooKeys, no 324, p. 1-83 (lire en ligne).